# 度假房产

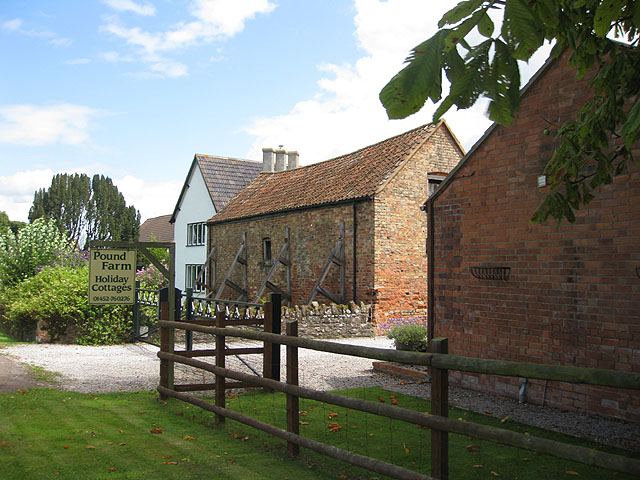
度假房产

度假房产是用于度假、公司旅行和临时住宿的住房，通常人們在此居住時間不超過30天。这类房产通常是小房子，如平房。这些房产可能是那些用来度假的人所拥有的，也可能是中介公司租给度假者的。

#### 外部鏈接
- Biệt thự Thảo Điền quận 2 （页面存档备份，存于）